# Patinaj viteză la Jocurile Olimpice de iarnă din 1924 - 5.000 metri (masculin)
Proba de patinaj viteză 5.000 metri masculin de la Jocurile Olimpice de iarnă din 1924 de la Chamonix, Franța a avut loc pe 26 ianuarie 1924. Au concurat douăzeci și doi de sportivi din zece țări.

## Rezultate
| Loc | Sportiv                     | Timp    |
| --- | --------------------------- | ------- |
| 1   | Clas Thunberg (FIN)         | 8:39,0  |
| 2   | Julius Skutnabb (FIN)       | 8:48,4  |
| 3   | Roald Larsen (NOR)          | 8:50,2  |
| 4   | Sigurd Moen (NOR)           | 8:51,0  |
| 5   | Harald Strøm (NOR)          | 8:54,6  |
| 6   | Valentine Bialas (USA)      | 8:55,0  |
| 7   | Fridtjof Paulsen (NOR)      | 8:59,0  |
| 8   | Richard Donovan (USA)       | 9:05,6  |
| 9   | Léonhard Quaglia (FRA)      | 9:08,6  |
| 10  | Asser Wallenius (FIN)       | 9:12,8  |
| 11  | Alberts Rumba (LAT)         | 9:14,4  |
| 12  | Eric Blomgren (SWE)         | 9:14,6  |
| 13  | Charles Jewtraw (USA)       | 9:27,0  |
| 14  | Bill Steinmetz (USA)        | 9:35,0  |
| 15  | Axel Blomqvist (SWE)        | 9:48,8  |
| 16  | Leon Jucewicz (POL)         | 10:05,6 |
| 17  | Gaston Van Hazebroeck (BEL) | 10:13,8 |
| 18  | André Gegout (FRA)          | 10:15,2 |
| 19  | George de Wilde (FRA)       | 10:39,8 |
| 20  | Albert Tebbit (GBR)         | 11:01,0 |
| 21  | Marcel Moens (BEL)          | 11:30,4 |
| –   | Charles Gorman (CAN)        | NT      |